# Campionati africani di lotta 2014
I campionati africani di lotta 2014 sono stati la 30ª edizione della manifestazione continentale organizzata dalla FILA. Si sono svolti dal 28 al 30 marzo 2014 a Tunisi, in Tunisia.

## Classifica squadre
| Pos. | Lotta libera maschile | Lotta libera maschile | Lotta libera femminile | Lotta libera femminile | Lotta greco-romana maschile | Lotta greco-romana maschile |
| Pos. | Squadra               | Punti                 | Squadra                | Punti                  | Squadra                     | Punti                       |
| ---- | --------------------- | --------------------- | ---------------------- | ---------------------- | --------------------------- | --------------------------- |
| 1    | Tunisia               | 67                    | Nigeria                | 67                     | Tunisia                     | 73                          |
| 2    | Egitto                | 53                    | Tunisia                | 61                     | Marocco                     | 58                          |
| 3    | Nigeria               | 51                    | Camerun                | 53                     | Egitto                      | 55                          |
| 4    | Algeria               | 50                    | Senegal                | 44                     | Algeria                     | 45                          |
| 5    | Senegal               | 38                    | Ciad                   | 26                     | Ciad                        | 26                          |
| 6    | Marocco               | 38                    | Egitto                 | 18                     | Rep. del Congo              | 22                          |
| 7    | Camerun               | 35                    | Sudafrica              | 17                     | Sierra Leone                | 8                           |
| 8    | Sudafrica             | 27                    | Sierra Leone           | 9                      | Sudafrica                   | 7                           |
| 9    | Ciad                  | 21                    | Guinea-Bissau          | 8                      |                             |                             |
| 10   | Guinea-Bissau         | 18                    | Rep. del Congo         | 6                      |                             |                             |
| 11   | Rep. del Congo        | 12                    | Costa d'Avorio         | 6                      |                             |                             |
| 12   | Namibia               | 11                    |                        |                        |                             |                             |
| 13   | Madagascar            | 9                     |                        |                        |                             |                             |
| 14   | Mauritius             | 4                     |                        |                        |                             |                             |

## Podi

### Uomini

#### Lotta libera
| Evento | Oro                  | Argento                     | Bronzo                                   |
| 57 kg  | Ebikweminmo Welson   | Abdelhak Kherbache          | Arnaud Essindi Sengui Mathlouthi Chedli  |
| 61 kg  | Jean Bernard Diatta  | Hajsam Bilajisz             | Marno Plaatjies Ahmad Sajjid Abd al-Aziz |
| 65 kg  | Nassrallah Lallouche | Mahatia Tinahy Razafimahova | Alain Mbegham Tengoh Maher Ghanami       |
| 70 kg  | Ijad Ibrahim Chalil  | Ali Ayari                   | Quintino Intipe Mohamed Boudraa          |
| 74 kg  | Augusto Midana       | Gerald Meyer                | Borhane Ayachi Camara Bassizou           |
| 86 kg  | Muhammad Ali Zaghlul | Muhammad Rijad al-Wafi      | Armando Hietbrink Opukiri Agala          |
| 97 kg  | Soso Tamarau         | Muhammad as-Sadawi          | Lounes Bouzid Angula Shikongo            |
| 125 kg | Salim at-Tarabulusi  | Ahmad Usman                 | Sinivie Boltic Thiacka Faye              |

#### Lotta greco-romana
| Evento | Oro                    | Argento              | Bronzo                                             |
| 59 kg  | Hajsam Mahmud          | Fu’ad Fadżdżari      | Billal Benbrih                                     |
| 66 kg  | Tarik Aziz Bin Isa     | Yassine Ben Nasser   | Sajjid Abd al-Munim Noelle Therencia Mbouma Mandzo |
| 71 kg  | Akram Budżamalin       | Hakim at-Tarabulusi  | Ijad Ibrahim Chalil Borcel Boukaka                 |
| 75 kg  | Zijad Ajt Ikram        | Abdelkrim Ouakali    | Abdulai Salam                                      |
| 80 kg  | Mustafa Muhammad Sadik | Skander Missaoui     | Adam Budżamalin                                    |
| 85 kg  | Hajkal al-Aszuri       | Muhammad Ali Zaghlul | Hamza Bumadjan                                     |
| 98 kg  | Ahmad Usman            | Husajn Ajjari        | Malik Djakna                                       |
| 130 kg | Radwan asz-Szabbi      | Anas al-Mukabbir     | Basile Dieudonnie                                  |

## Donne

### Lotta libera
| Evento | Oro                | Argento            | Bronzo                           |
| 48 kg  | Marwa Mizjan       | Rebecca Muambo     | Nahamie Sambou                   |
| 51 kg  | Isabelle Sambou    | Odunayo Adekuoroye | Selma Jemaii                     |
| 55 kg  | Marwa al-Amiri     | Bisola Makanjuola  | Joseph Essombe Taiko             |
| 58 kg  | Hela Riabi         | Safiétou Goudiaby  | Patience Opune Edwige Ngono Eyia |
| 60 kg  | Aminat Adeniyi     | Anta Sambou        | Rim Ayari                        |
| 63 kg  | Blessing Oborududu | Blandine Metala    | Jacira Mendonça Binta Senghor    |
| 69 kg  | Inas Mustafa Jusuf | Angele Tomo        | Ifeoma Iheanacho                 |
| 75 kg  | Laure Ali          | Hajaratu Kamara    | Nadija Antar Fatime Harouni      |

## Medagliere
La nazione ospitante è evidenziata.
| Pos.   | Paese          | Oro | Argento | Bronzo | Totale |
| ------ | -------------- | --- | ------- | ------ | ------ |
| 1      | Tunisia        | 7   | 7       | 5      | 19     |
| 2      | Egitto         | 6   | 2       | 4      | 12     |
| 3      | Nigeria        | 4   | 2       | 4      | 10     |
| 4      | Algeria        | 3   | 3       | 4      | 10     |
| 5      | Senegal        | 2   | 2       | 4      | 8      |
| 6      | Camerun        | 1   | 3       | 4      | 8      |
| 8      | Guinea-Bissau  | 1   | 0       | 2      | 3      |
| 9      | Marocco        | 0   | 2       | 1      | 3      |
| 10     | Sudafrica      | 0   | 1       | 2      | 3      |
| 11     | Sierra Leone   | 0   | 1       | 1      | 2      |
| 12     | Madagascar     | 0   | 1       | 0      | 1      |
| 13     | Ciad           | 0   | 0       | 3      | 3      |
| 14     | Rep. del Congo | 0   | 0       | 2      | 2      |
| 15     | Namibia        | 0   | 0       | 1      | 1      |
| Totale | Totale         | 24  | 24      | 37     | 85     |